# Tanatos (mitologia)

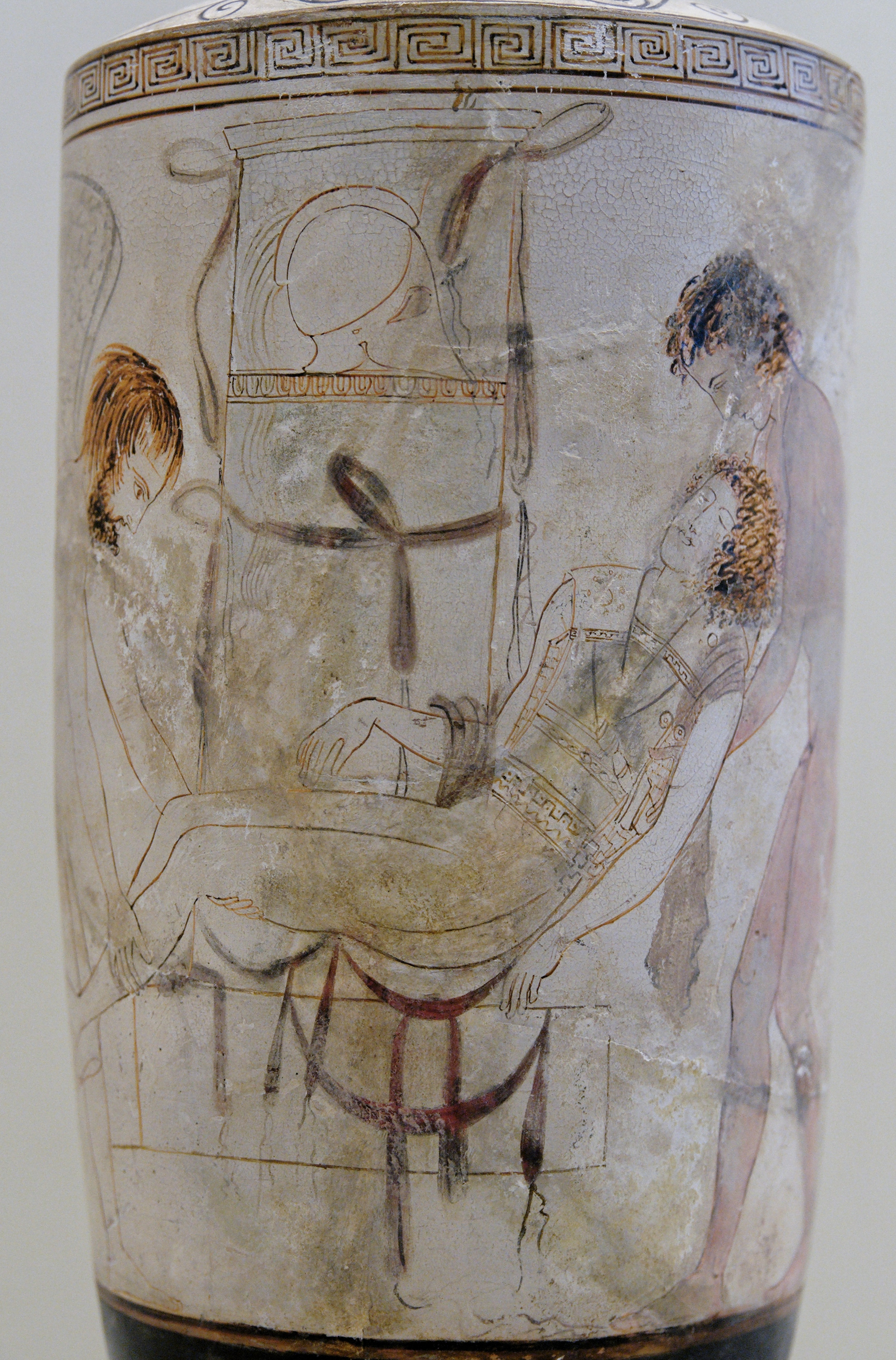
Hypnos i Tanatos niosący ciało Sarpedona, malowidło na lekycie biało gruntowanym, V wiek p.n.e., Muzeum Brytyjskie

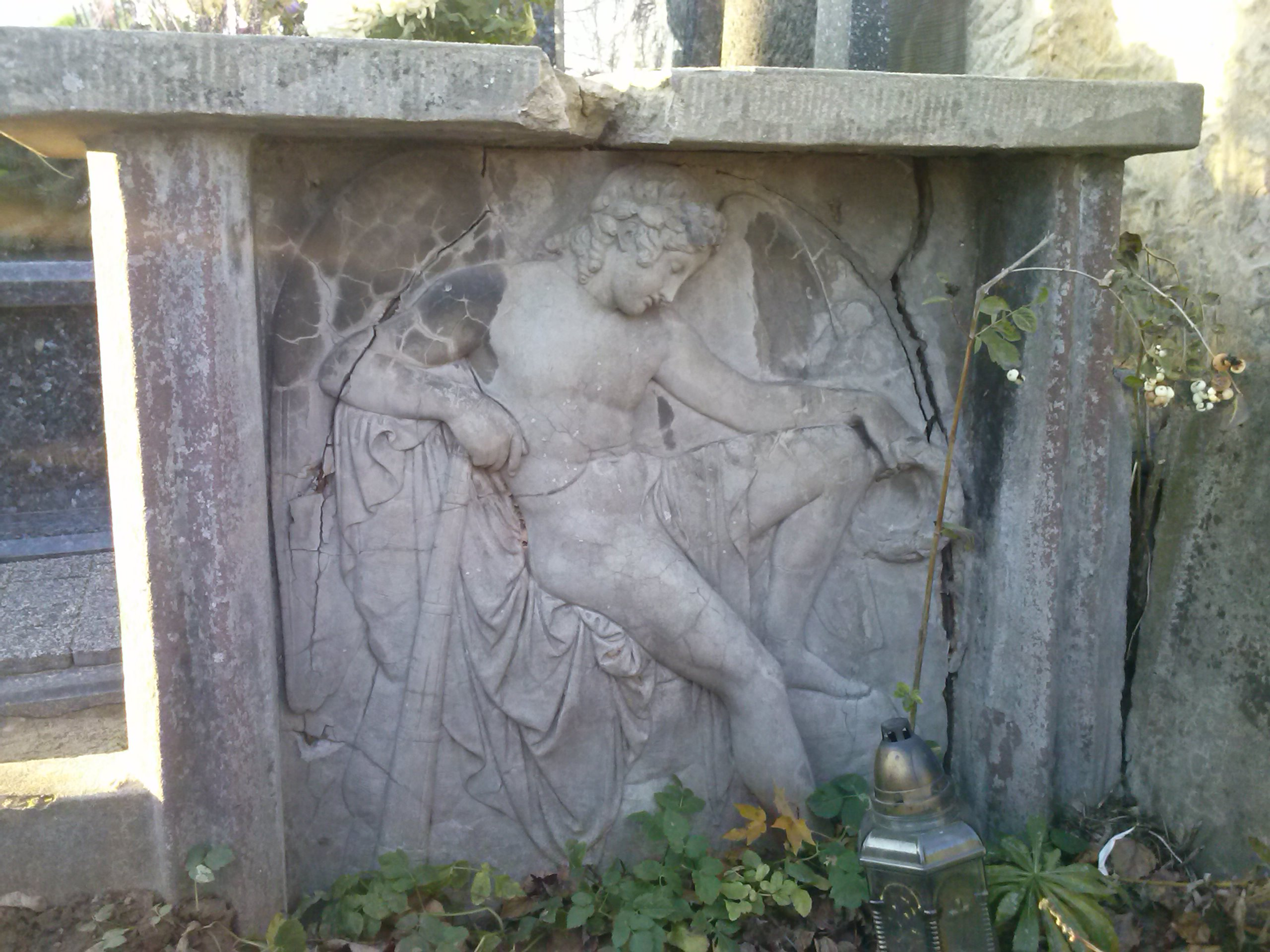
Tanatos, płaskorzeźba nagrobna, Stary Cmentarz, Siedlce (według grobowca Włodzimierza Potockiego, B. Thorvaldsen, Katedra na Wawelu, 1830), w 2014 r. zniszczony i usunięty z cmentarza

Tanatos (także Śmierć; stgr. Θάνατος Thánatos ‘śmierć’, łac. Mors ‘śmierć’, ‘bóg śmierci’) – w mitologii greckiej bóg i uosobienie śmierci.
Był bóstwem chtonicznym. Uchodził za syna Nyks i Tartara (lub Ereba) oraz za brata bliźniaczego boga Hypnosa. Według niektórych źródeł para boskich braci (Tanatos i Hypnos) nie miała ojca.
Jego rzymską odpowiedniczką była bogini (lub uosobiona abstrakcja) Mors.
Występuje w micie o Alkestis.
W sztuce przedstawiany jest zwykle jako młodzieniec z czarnymi skrzydłami u ramion (symbolizują śmierć, psychopompa), ze zgaszoną i odwróconą pochodnią w ręce (symbolizuje śmierć), w towarzystwie Hypnosa.

[...] zlatuje na czarnych skrzydłach, wchodzi niepostrzeżony do pokoju i złotym nożem odcina konającemu pukiel włosów. W ten sposób, niby kapłan umarłych, poświęca człowieka na ofiarę bóstwom podziemnym i na zawsze odrywa od ziemi.

Wyobrażenie o bogu przejawia się w sztukach plastycznych, między innymi w greckim malarstwie wazowym, w rzeźbie (sarkofagi, nagrobki, płaskorzeźba na kolumnie świątyni Artemidy w Efezie), w malarstwie olejnym (cykl obrazów Thanatos Jacka Malczewskiego).
Od Tanatosa pochodzi nazwa nauki badającej problematykę związaną ze śmiercią – tanatologia.